# 야로슬라프 닐로프
야로슬라프 예브게니예비치 닐로프(러시아어: Ярослав Евгеньевич Нилов, 1982년 3월 20일 출생)는 러시아의 정치인이자 러시아 연방 국가두마 의원이다. 그는 국가두마 노동, 사회 정책 및 퇴역군인 담당 위원회의 위원장을 맡고 있다. 그는 대중주의 성향의 러시아 자유민주당 소속이다.

## 생애
닐로프는 1982년 3월 20일 몰도바 SSR 키시너우에서 태어났다. 그는 1997년 러시아 자유민주당에 입당했으며, 그 후 류베레츠키 구에서 당의 청년 조직을 설립하는 데 기여했다. 2005년 그는 모스크바 전력 공학 연구소를 졸업했다.
1998년부터 2003년까지 닐로프는 LDPR 당수 블라디미르 지리놉스키의 보좌관으로 일했으며, 청년 조직 "청년 이니셔티브 센터"를 설립했다. 2003년부터 2007년까지 닐로프는 당시 국가두마 부의장이었던 지리놉스키의 보좌관으로 계속 일했다. 2007년부터 2011년까지 닐로프는 국가두마 부의장 블라디미르 지리놉스키 비서실장을 역임했다.
2016년 3월, 지리놉스키는 당시 LDPR 최고 평의회 위원이었던 닐로프를 자신의 가능한 후계자 중 한 명으로 지명했다.

### 제재
2022년 3월 24일, 미국 재무부는 2022년 러시아의 우크라이나 침공에 대한 대응으로 그를 제재했다.
그는 러시아-우크라이나 전쟁과 관련하여 2022년 영국 정부에 의해 제재를 받았다.